# Normal as the Next Guy
Normal as the Next Guy è il sesto album in studio del gruppo musicale statunitense The Knack, pubblicato il 25 settembre 2001.

## Tracce
1. Les Girls (Doug Fieger) – 3:21
2. Disillusion Town (Berton Averre, Doug Fieger) – 4:14
3. Girl I Never Lied to You (Monty Byrom, John Corey) – 3:35
4. Normal as the Next Guy (Berton Averre, Doug Fieger) – 3:21
5. Spiritual Pursuit (Doug Fieger) – 2:17
6. It's Not Me (John Bossman, Doug Fieger) – 2:57
7. One Day at a Time (Berton Averre, Doug Fieger) – 4:46
8. Seven Days of Heaven (Doug Fieger, Mancini, Pobegaijlo) – 4:45
9. Dance of Romance (Berton Averre, Doug Fieger) – 3:35
10. Reason to Live (John Bossman, Doug Fieger) – 4:20
11. A World of My Own (John Bossman, Doug Fieger) – 4:15
12. The Man on the Beach (Berton Averre) – 4:14